# Pietas Patris

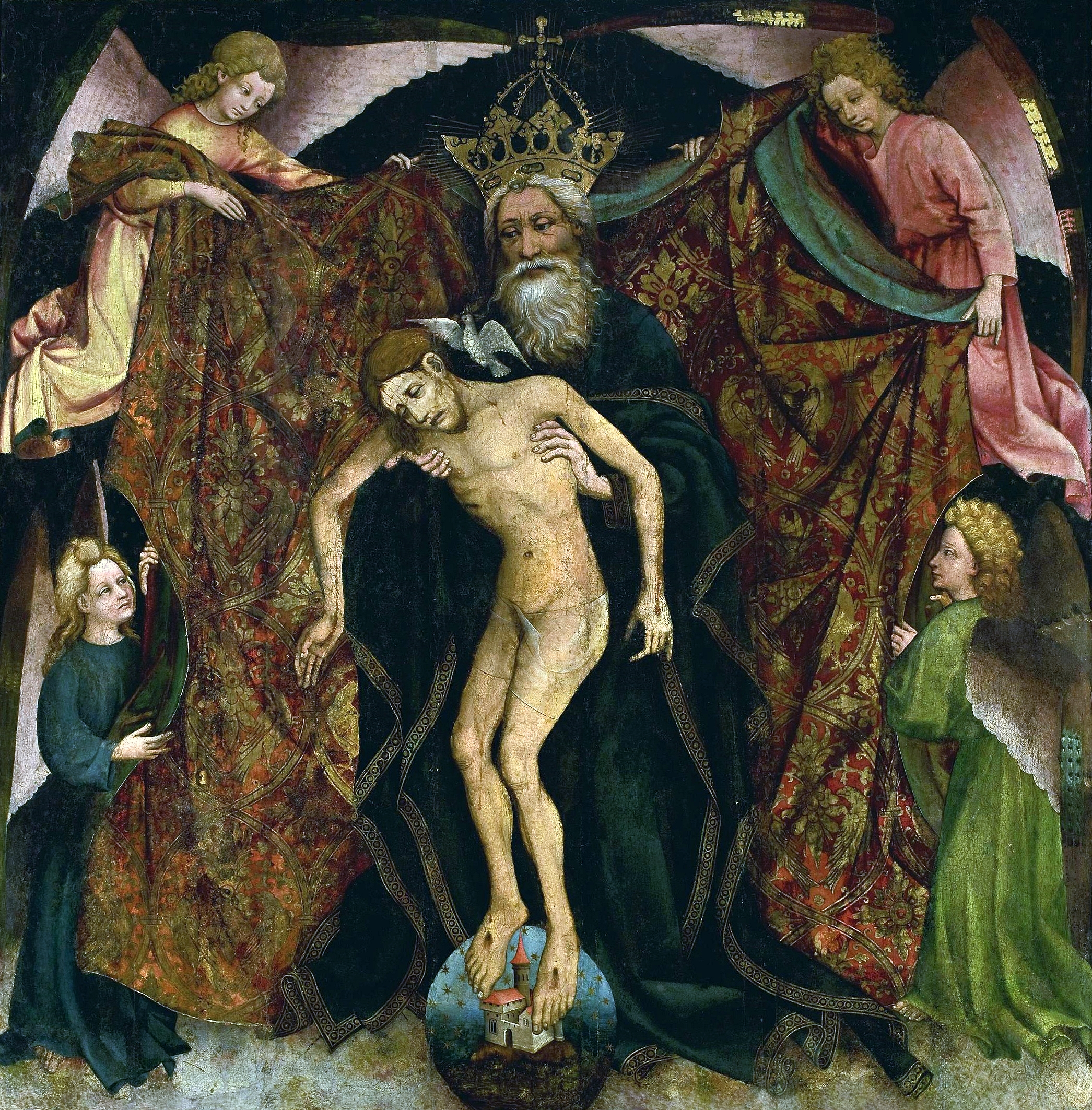
Obra de arte gótica

Pietas Domini, da Oratória da Santíssima Trindade, localizada na Igreja da Virgem Maria em Gdańsk, é uma pintura gótica atribuída a um artista anônimo, conhecido convencionalmente como Mestre da Santíssima Trindade de Gdańsk. Criada por volta de 1435, a obra retrata Deus, o Pai, sustentando o corpo de Cristo após a descida da cruz.